# Рейхс'югендфюрер

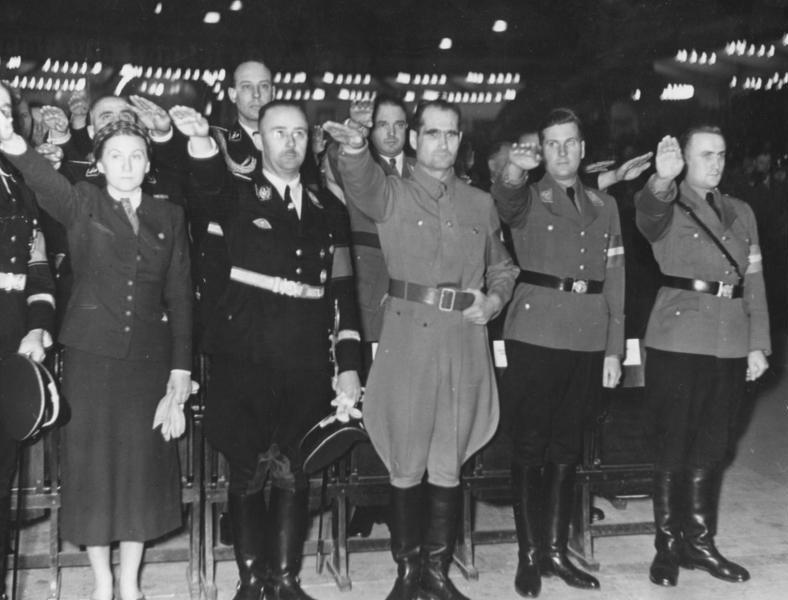
Другий праворуч - рейхс'югендфюрер фон Ширах, праворуч від нього його заступник і майбутній наступник Аксман. Берлін, лютий 1939

Рейхс'югендфюрер НСДАП, Імперський керівник молоді (нім. Reichsjugendführer der NSDAP) — найвища посада та звання в Гітлер'юґенді.
Першим рейхс'югендфюрером став у 1933 Бальдур фон Ширах, який обіймав у 1932-1933 посаду керівника молоді Німецького рейху (нім. Jugendführer des Deutschen Reiches), а другим і останнім (з 8 серпня 1940) був Артур Аксман, заступник Шираха.
Спочатку рейхс'югендфюрер не мав жодних відзнак. На світлинах Бальдур фон Ширах був у коричневому кітелі НСДАП із нарукавною пов'язкою Гітлер'югенда.
У партійній ієрархії НСДАП рейхс'югендфюрер мав звання райхсляйтера.
Пізніше знаки відмінності стали тотожними знакам відмінності райхсфюрера СС, але вишитими на чорному тлі золотою, а не срібною ниткою.